# Lijst van leden van het Institut d'Estudis Catalans
Dit is een lijst van leden van het Institut d'Estudis Catalans.

## B
- Heribert Barrera i Costa
- Antoni Maria Badia i Margarit

## C
- Salvador Cardús i Ros
- Joan Coromines i Vigneaux

## F
- Pompeu Fabra i Poch

## G
- Salvador Giner i de San Julián

## J
- Josep Puig i Cadafalch

## M
- Josep Massot i Muntaner

## R
- Antoni Rubió i Lluch
- Jordi Rubió i Balaguer

## T
- Josep Maria Terricabras i Nogueras